# Коляжинська Дача (заказник)
Коля́жинська Да́ча — ботанічний заказник місцевого значення в Україні. Розташований у межах Бобровицького району Чернігівської області, на захід від села Браниця. 
Площа 237 га. Статус присвоєно згідно з рішенням Чернігівської обласної ради від 27.12.2001 року. Перебуває у віданні ДП «Ніжинське лісове господарство» (Коляжинське л-во, кв. 30, 31, 32, 43). 
Статус присвоєно для збереження частини лісового масиву з високопродуктивними насадженнями дуба звичайного. У домішку — береза повисла, вільха чорна, ясен звичайний, липа серцелиста.
У трав'яному покриві зростають яглиця звичайна, конвалія звичайна та інші неморальні види.